# Моріс де Сейн
Моріс де Сейн фр. Maurice de Seynes; 7 серпня 1914 — 15 червня 1944) — французький льотчик авіаполку «Нормандія-Німан».

## Біографія
Моріс де Сейн народився у Парижі в аристократичній сім'ї. Загинув у 1944 році в Радянському Союзі під час Другої світової війни.
Після закінчення загальноосвітньої школи в 1936 році вступив до авіаційної школи, отримав ліцензію військового льотчика. Під час Другої світової війни добровольцем воював у авіаційному полку «Нормандія-Німан» на території Радянського Союзу.
Полк «Нормандія-Німан» складався з французьких льотчиків і радянських техніків. За час війни французькі льотчики міцно здружилися з радянськими механіками. Найкращим прикладом такої дружби була дружба між Володимиром Білозубом і Морісом де Сейном, якого в полку називали «відважним Морісом». Серйозний, стриманий мовчун Володимир з українського села Покровське на Дніпропетровщині і дотепний, з відкритою душею Моріс, аристократ із Парижа. Простий сільський юнак з України і аристократ із Парижа були бойовими побратимами, разом ділили радощі і незгоди фронтового життя, разом боролись проти ненависного ворога і разом загинули, намагаючись врятувати один одному життя. У них був спільний винищувач «ЯК-3». Володимир готував бойову техніку до вильотів. Моріс бив із неї ворога. Літак ніколи не підводив Моріса, бо кожен вузол, кожен механізм були відрегульовані якнайкраще. Своїм батькам на Україну Володимир писав:
|  | Коли повернуся, розповім вам про свого французького друга Моріса де Сейна. Він хоробро б'є фашистів. А на дозвіллі ми вчимо один одного грамоти: він мене — французької, а я його — російської… |

А в Париж Моріс писав матері Терезі де Сейн:
|  | Мамо, я називаю його філософом. Він чекає мого повернення з нетерпінням, як і ти, мамо. Але до нього я повертаюсь частіше, ніж до тебе, навіть у мріях про рідний дім. Доки я сплю, бачу тебе і Клод, він же не знає ні сну, ні спочинку. Володимир робить в цей час все, щоб я повернувся. Мамо, який він майстер, який хлопець! Ти побачиш його, мамо… |

## Загибель
15 липня 1944 року полк перебазувався з аеродрому с. Дубравка Смоленської області до містечка Мікунтани (Литва). У зв'язку з бойовою обстановкою, що склалася, кожен льотчик брав на борт і свого механіка. Політ відбувався на низькій висоті, щоб не зустрітись з ворожими винищувачами. Того дня Моріс вперше здійнявся в повітря разом з Володимиром, щоб перелетіти на новий аеродром, ближче до лінії фронту. Та в повітрі ворожі кулі влучили в бензобак, в мотор. Моріс міг врятуватися, вистрибнувши з парашутом із пошкодженого винищувача, але у кабіні сидів Володимир і в нього парашута не було. Випари бензину стискували горло, пекли очі. Моріс втратив орієнтири і керування літком.
Із землі одна за одною надходили категоричні вимоги спочатку французького майора Дельфіно, а потім радянського інженера Агавельяна: Наказ командування: «Стрибайте. Капітане де Сейн, негайно залиште літак! Стрибайте! Негайно стрибайте!»
Але це був єдиний випадок, коли маркіз де Сейн не підкорився наказу. Він не вистрибнув, не залишив друга. До останнього робив все можливе, щоб посадити літак. Не вдалося. Останній раз набравши висоту, літак пішов по прямій. Літак довго ішов по прямій, але льотчик не стрибав. Моріс вирішив загинути, але не залишити бойового товариша, життя якого знаходилось в його руках.
Літак вдарився об землю і зник у величезних спалахах полум'я…
Похоронили бойових товаришів Моріса де Сейна і Володимира Білозуба в братській могилі на ромашковому полі.

## Пам'ять
На честь Моріса де Сейна у Франції названа школа в місті Даммарі-ле-Лі та військово-повітряна база 115.